# Marsdenia primulina
Marsdenia primulina är en oleanderväxtart som beskrevs av P.I. Forster. Marsdenia primulina ingår i släktet Marsdenia och familjen oleanderväxter. Inga underarter finns listade i Catalogue of Life.